# Меррих Беркан Яшар
Меррих Беркан Яшар (тур. Merih Berkan Yaşar), он же Абубакар (род. 1948, Чардак, Денизли, Турция) — турецкий журналист и политик чеченского происхождения, бывший агент ЦРУ. Проживает в Стамбуле.
В 1965 году Абубакар устраивается на работу диктором в Мюнхенский филиал радио «Свобода», где он был завербован ЦРУ, и в 1967 году получил свой псевдоним, в дальнейшем ставший его вторым именем — Беркан Яшар. Почти двадцать лет ЦРУ планомерно готовило Абубакара к активным действиям на территории Чечни. В молодости стал обладателем воинского звания младшего лейтенанта турецкой армии.
9 ноября 1991 года, в знак протеста против попытки введения чрезвычайного положения в Чечено-Ингушетии, Шамиль Басаев с единомышленниками совершил угон пассажирского самолёта Ту-154 из аэропорта города Минеральные Воды в Турцию (самолёт должен был лететь в Екатеринбург). По прибытии в Турцию захватчики потребовали проведения пресс-конференции. Беркан Яшар утверждает, что именно он вёл переговоры с угонщиками.
В 1992 году Джохар Дудаев назначил Яшара заместителем министра иностранных дел в Ичкерии. Также Яшар занимал различные посты в правительстве Турции. В 1996 году тяжело раненный Салман Радуев проходил лечение в Турции, где встречался с Берканом Яшаром. Позднее он ещё неоднократно будет принимать полевого командира боевиков у себя дома.
В 2008 году было обнародовано Покаянное письмо «Для открытой печати в СМИ России», после чего Беркан Яшар стал главным героем документального фильма «План Кавказ», снятого Антоном Верницким и транслировавшимся на Первом канале. После выхода этого интервью Беркан Яшар получал угрозы и даже был избит неизвестными. Позднее было опубликовано письмо Беркана Яшара Ахмеду Закаеву, в котором он настаивает, что не раскрыл никаких секретных данных, а пошёл на это интервью с целью привлечения международной общественности к чеченской проблематике, и доказательства того, что Чеченская Республика Ичкерия обладала атрибутами цивилизованного государства (гимном, гербом, валютой, паспортами), а не была террористической организацией.
В 2011 году против Беркана Яшара был подан иск с требованием тюремного заключения сроком на 4 года за то, что он угрожал почетному консулу Замбии Бюленту Гектуне.
В ноябре 2014 года должностные лица Стамбульского университета Билги подали жалобу в прокуратуру Бакыркёй на Беркана Яшара и трёх других лиц по обвинению в том, что их фонд обманул университет на 18 миллионов долларов, представив предложения, связанные с проектом «Зелёная Турция».
Беркан Яшар владеет турецким, чеченским и английским языками.